# Стівен Сторас
Стівен Сторас (англ. Stephen Storace; 4 квітня 1762, Лондон — 19 березня 1796, там само) — англійський композитор, брат співачки Ганни Сторас.

## Біографія
Народився 4 квітня 1762 року в Лондоні в сім'ї італійського контрабасиста.
Після перших уроків батька з 1775 навчався музиці в консерваторії Сан-Онофріо в Неаполі. Після закінчення консерваторії працював в Італії, потім пішов за своєю сестрою у Відень, де в 1785 була поставлена його перша опера «Незадоволені подружжя» (італ. Gli Sposi malcontenti); за нею були «Непорозуміння» (італ. Gli Equivoci, за «Комедією помилок» Шекспіра) і «Доктор і аптекар» (нім. Der Doctor und der Apotheker). Однак справжній успіх прийшов до Стораса після повернення до Лондона 1787 року: ціла низка його опер, переважно комічних, була поставлена за активної участі Ганни Сторас. Часто ці опери мали екзотичний на той час сюжет, зображуючи різні далекі країни та малознайомі європейцям народи («Пірати», 1792, «Чероки», 1794).